# سیارک ۴۳۱
سیارک ۴۳۱ (به انگلیسی: 431 Nephele، نامگذاری:1897DN) چهارصد و سی و یکمین سیارک کشف شده‌است که در ۱۸ دسامبر ۱۸۹۷ و در نیس کشف شد.
قدر مطلق سیارک برابر ۸٫۷۲ است.